# 卡斯皮斯克
卡斯皮斯克（羅馬化：Kaspiysk，直译：“里海城”） 是俄罗斯达吉斯坦共和国的一个城市。1947年名称是Двигательстрой。位于马哈奇卡拉东南18公里处，里海沿岸。人口77,650人（2002年人口统计）；43,000 人（1972年）。
俄罗斯里海区舰队订于2019年迁至此处。
2024年11月6日，烏克蘭對市内俄海軍里海區艦隊基地發動無人機襲擊。11月30日，乌克兰反虚假信息中心宣布卡斯皮斯克市港口遭到无人机袭击，并指出该港口位于伊朗向俄罗斯供应武器的航线区域。